# دهستان روگه (۱۹۹۱)
دهستان روگه (به لاتین: Rõuge Parish) یک دهستان در استونی بود که در شهرستان وورو واقع شده‌بود.

## خصوصیات
دهستان روگه ۲۶۳٫۷ کیلومترمربع مساحت و ۲٬۰۴۵ نفر جمعیت دارد.